# Атанас Шопов (генерал)
Вижте пояснителната страница за други личности с името Атанас Шопов.
Атанас Иванов Шопов с псевдоним Страхил е български партизанин, офицер, генерал-майор.

## Биография
Роден е на 19 септември 1919 г. в пловдивското село Сотир, днес Храбрино. През 1936 г. става член на РМС, а от 1943 г. и на БКП. Има завършен 9 клас. Между 1939 и 1941 г. е секретар на Районния комитет на РМС. На 27 април 1943 г. става партизанин и влиза в партизански отряд „Антон Иванов“. По-късно е партизанин в бригада „Георги Димитров“, където е командир на дружина. От 1944 г. е на служба в българската армия. На 25 септември 1944 г. е назначен за помощник-командир на 3-то артилерийско отделение от трети дивизионен артилерийски полк. Завършва курс в Народното военно училище.
Между 1954 и 1957 г. учи във Военно-техническата академия в София. Служи в българската армия и достига чин генерал-майор. От 1961 г. е командир на дивизия. Към 1965 г. е командир на двадесет и първа мотострелкова дивизия. Брат му Андон Шопов също е партизанин и генерал-майор. Между 1984 и 1987 г. е началник на Столичното военно управление. Награждаван е с орден „За храброст“ IV ст., 2 кл.